# Nationale Sozialisten Chemnitz
Nationale Sozialisten Chemnitz (NSC) ist eine verbotene deutsche rechtsextreme Organisation aus Chemnitz.

## Geschichte
Die NSC ging aus der als Verein eingetragenen Vorgängerorganisation Heimatschutz Chemnitz hervor. Einzelne Mitglieder waren auch im Sturm 34. Bei Nationale Sozialisten Chemnitz handelte es sich nach Gordian Meyer-Plath um eine neonazistische Gruppierung modernen Typs, die nach außen nicht als feste Gruppierung erscheinen wollte. Die Gruppe war konspirativ organisiert. Sie bestand aus einem harten Kern von 14 Leuten und einem Unterstützerkreis von bis zu 30 Menschen. Es gab einen Mitgliedsbeitrag sowie feste Treffen der Stammmitglieder. Das Vereinsheim gehörte Yves Rahmel, dem damaligen Geschäftsführer des Rechtsrock-Labels PC-Records. Die Führungsmitglieder unterhielten Beziehungen zu führenden Neonazi-Kadern aus der Umgebung, darunter Ralf Wohlleben, der im NSU-Prozess zu zehn Jahren Haft verurteilt wurde. Maik Eminger, der Zwillingsbruder des im NSU-Prozess zu zweieinhalb Jahren Haft verurteilten André Eminger, soll Mitglied der Organisation gewesen sein.
Die Gruppe beteiligte sich an verschiedenen Veranstaltungen der rechten Szene und bereitete sich auf den bewaffneten Kampf vor. So wurden Schieß- und Kampfsporttrainings durchgeführt. Bekannt wurden auch mehrere Übergriffe auf Migranten. Am 22. Juli 2012 verabredeten sich mehrere Mitglieder, um eine Racheaktion wegen einer vermeintlichen Messerattacke durchzuführen. Bei der anschließenden Messerstecherei mit Migranten wurden zwei Personen leicht und eine schwer verletzt. Daneben organisierten die NSC den Protest gegen eine Asylbewerbereinrichtung in Chemnitz-Ebersdorf sowie Gedenkfeierlichkeiten zur Bombardierung Chemnitz’ im Zweiten Weltkrieg. Ab 2011 verwendete die Organisation für solche Veranstaltungen die Tarnnamen Interessengemeinschaft Stadtgeschichte Chemnitz und Aktionsgruppe Raus in die Zukunft.
Ab 2007 bis zu ihrem Verbot betrieben die Nationale Sozialisten Chemnitz eine Website und gaben das Printmedium Freies Chemnitz heraus.

## Verbotsverfahren
Am 28. März 2014 verbot der sächsische Innenminister Markus Ulbig die Vereinigung. Im Anschluss an das Verbot wurden 15 Wohnungen und das Vereinsheim in Chemnitz sowie eine Wohnung in Hessen durchsucht. Gefunden wurden sowohl Waffen als auch Propagandamaterial. Ebenfalls gefunden wurde eine Zaunfahne der Hooligan-Gruppierung NS-Boys. Mehrere Mitglieder gehörten dieser Gruppierung an. Das Vereinsvermögen der NSC wurde beschlagnahmt.

## Aktivitäten ehemaliger Mitglieder
Maik Arnold, ein ehemaliger Anführer der Nationale Sozialisten Chemnitz soll laut tagesschau.de Kontakte zum Umfeld des Nationalsozialistischen Untergrunds gehabt haben. Er nahm auch an der AfD-Demonstration („Schweigemarsch“) und der Demonstration von Pro Chemnitz am 1. September 2018 in Chemnitz teil.